# Schönhäuschen
Schönhäuschen ist ein ehemaliger Wohnplatz auf dem Gebiet des heutigen Stadtteils Stadtmitte der Stadt Bergisch Gladbach  im Rheinisch-Bergischen Kreis.

## Lage und Beschreibung
Der Hof Schönhäuschen lag an der heutigen Straße An der Jüch.

## Geschichte
Die Hofstelle, 1731 als ahm Schörenhäußgen genannt, hat ihren Namen von mda. Schür (Scheune). Aus Carl Friedrich von Wiebekings Charte des Herzogthums Berg 1789 geht hervor, dass Schönhäuschen zu dieser Zeit Teil der Honschaft Gladbach im gleichnamigen Kirchspiel war.
Unter der französischen Verwaltung zwischen 1806 und 1813 wurde das Amt Porz aufgelöst und Schönhäuschen wurde politisch der Mairie Gladbach im Kanton Bensberg zugeordnet. 1816 wandelten die Preußen die Mairie zur Bürgermeisterei Gladbach im Kreis Mülheim am Rhein. Mit der Rheinischen Städteordnung wurde Gladbach 1856 Stadt, die dann 1863 den Zusatz Bergisch bekam.
| Jahr | Einwohner | Wohn- gebäude | Kategorie | Bemerkung           |
| ---- | --------- | ------------- | --------- | ------------------- |
| 1822 | 19        |               | Hofstelle | Schornhäuschen gen. |
| 1830 | 24        |               | Hofstelle | Schornhäusgen       |
| 1845 | 20        | 2             | Haus      |                     |

Nach 1845 ist Schönhäuschen nicht mehr eigenständig in den Statistiken aufgeführt.